# Matthias Oesch
Matthias Oesch (* 1972 in St. Gallen, Heimatort Balgach) ist ein Schweizer Jurist und ordentlicher Professor an der Universität Zürich.

## Karriere

### Ausbildung
Matthias Oesch wuchs als Sohn des Juristen Franz Peter Oesch in St. Gallen auf. Von 1978 bis 1992 besuchte er Primar- und Kantonsschulen in St. Gallen (Matura Typus B). Im Jahr 1992 zog Oesch nach Bern. Anschliessend studierte er bis 1999 Rechtswissenschaften an der Universität Bern und wurde Fürsprecher mit bestem Abschluss von 30 Kandidierenden (magna cum laude). Danach absolvierte er bis 2000 ein LL.M.-Studium an der London School of Economics and Political Science mit Vertiefungsrichtung Public International Law. Von 2000 bis 2002 dissertierte Oesch zu Standards of Review in WTO Dispute Resolution an der Universität Bern und schloss mit summa cum laude ab, wofür er 2004 mit dem Professor Walther Hug Preis ausgezeichnet wurde. Von 2005 bis 2008 habilitierte er zu Differenzierung und Typisierung: Zur Dogmatik der Rechtsgleichheit in der Rechtsetzung an der Universität Bern.

### Werk
Seit 2013 lehrt Oesch als Professor für öffentliches Recht, Europarecht und Wirtschaftsvölkerrecht an der Universität Zürich. Zuvor war er an der Universität Bern, im Staatssekretariat für Wirtschaft (SECO) in Bern und bei Homburger AG in Zürich tätig. 2017 war er Gastforscher an der Humboldt-Universität zu Berlin. Von 2020 bis 2022 war er Prodekan für Forschung und Nachwuchsförderung an der Rechtswissenschaftlichen Fakultät der Universität Zürich. Er ist im Vorstand des Europa-Instituts (EIZ) und Mitglied der Leitung des Instituts für Völkerrecht und ausländisches Verfassungsrecht (IVR) der Universität Zürich.
Oesch befasst sich schwerpunktmässig mit Fragen des öffentlichen Wirtschaftsrechts, des EU-Rechts und des Wirtschaftsvölkerrechts. In den letzten Jahren hat er sich vor allem mit den Beziehungen der Schweiz zur EU beschäftigt und diverse Bücher dazu veröffentlicht. 2023 erschien sein Werk zur Bedeutung des Europäischen Gerichtshofs (EuGH) für die Schweiz. Er äussert sich in Publikumsmedien regelmässig zu aktuellen Themen.

## Weitere Tätigkeiten
- Vorstandsmitglied Schweizerischen Gesellschaft für Aussenpolitik (SGA)[7]
- Präsident der European Communities Studies Association (ECSA) Schweiz[8]

## Privates
- Seit 2013 wohnt Oesch mit seiner Familie in Zürich.

## Werke (Auswahl)

### Als Autor
- Der EuGH und die Schweiz. EIZ Publishing, Zürich 2023, ISBN 978-3-03805-624-9.
- zusammen mit David Campi: Der Beitritt der Schweiz zur Europäischen Union: Voraussetzungen, Verfahren, Ausnahmen, Staatsleitung, Volksrechte. EIZ Publishing, Zürich 2022, ISBN 978-3-03805-529-7.
- Schweiz – Europäische Union: Grundlagen, bilaterale Abkommen, autonomer Nachvollzug. EIZ Publishing, Zürich 2020, ISBN 978-3-03805-297-5.
- Europarecht, Band I: Grundlagen, Institutionen, Verhältnis Schweiz-EU. 2. Aufl., Stämpfli Verlag, Bern 2019.
- Switzerland – European Union: General Framework, Bilateral Agreements, Autonomous Adaptation. Dike Verlag; Nomos Verlag, Zurich; St. Gall; Baden-Baden 2018.
- Differenzierung und Typisierung: Zur Dogmatik der Rechtsgleichheit in der Rechtsetzung. Stämpfli Verlag, Bern 2008.
- co-authored with Thomas Cottier: International Trade Regulation: Law and Policy in the WTO, the European Union and Switzerland. Comments, Cases, and Materials. Stämpfli Verlag; Cameron May, Berne; London 2005.
- Standards of Review in WTO Dispute Resolution. Oxford University Press, Oxford 2003, unveränderter Nachdruck 2005.

### Als Herausgeber
- zusammen mit Rolf H. Weber und Roger Zäch: Wettbewerbsrecht II: Kommentar. 2. Aufl., Orell Füssli, Zürich 2021.
- zusammen mit Thomas Cottier: Allgemeines Aussenwirtschafts- und Binnenmarktrecht. 2. Aufl., Helbing & Lichtenhahn, Basel 2020.[9]